# Tököl
Tököl is een plaats (város) en gemeente in het Hongaarse comitaat Pest. Tököl telt 9737 inwoners (2007).